# Evynnis cardinalis
Evynnis cardinalis är en fiskart som först beskrevs av Lacepède 1802.  Evynnis cardinalis ingår i släktet Evynnis och familjen havsrudefiskar. Inga underarter finns listade i Catalogue of Life.